# فولدكس بروتين
هو خوارزمية تصميم البروتين الذي يستخدم في مجال القوة التجريبية. يستطيع ان يحدد التأثير الحيوي للطفرات النقطية وطاقة التفاعل بين مركبات البروتين (بما فيها بروتين الحمض النووي)
فولدكس يستطيع تحويل السلاسل الجانبية للبروتين والحمض النووي باستخدام مكتبة روتامير التي تكون قائمة على الاحتمالات مع استكشاف المطابقات البديلة للسلاسل الجانبية المحيطة.